# 大谷四郎
大谷 四郎（おおたに しろう、1918年4月23日 - 1990年11月9日）は、兵庫県神戸市出身のサッカー選手、サッカー指導者、サッカージャーナリスト。東洋紡元社長の大谷一二は実兄。また、俳優の大谷亮介は長男、高畑裕太は孫である。

## 経歴
1918年４月23日神戸市御影生まれ。内海紡績常務取締役を務めた大谷恭助の四男として生まれる。御影師範学校附属小学校時代からサッカーに親しみ、兵庫県立第一神戸中学校（現：兵庫県立神戸高等学校）でサッカー部に入部。1934年の全国招待大会、1935年の全国中等学校選手権（現・全国高等学校サッカー選手権大会）に優勝し、2年連続全国大会制覇を達成した。第一高等学校（文科乙類）在学時代にも得点力のあるFWとして活躍。
1939年に東京帝国大学経済学部に入学し、ア式蹴球部に入部。在学中に関東大学リーグや東西学生蹴球対抗王座決定戦で優勝した。
1942年9月に東京帝大を卒業して海軍経理学校に入校。1943年1月に同校を卒業すると、海軍主計中尉に任官し戦艦山城に勤務。7月には第2輸送隊主計長となり、ニューブリテン島・ラバウルへ派兵された。1946年5月に帰国、大阪商船に入社した。
1948年4月、記者を志し朝日新聞社に入社。以来スポーツ記者の道を歩むとともに、全日本実業団サッカー選手権大会、朝日招待サッカー（国内試合）、朝日国際サッカーなど朝日新聞社後援事業の開催・運営にも携わるなどサッカーの普及に広く努めた。
1970年、加藤正信ドクターとともに社団法人神戸フットボールクラブを設立。このとき採用した、日本での初めての年齢別会員登録制は、1979年の日本サッカー協会の登録制度の変革へとつながり、後のプロ化へのスムーズな移行の基盤ともなった。
1973年3月に朝日新聞社を退職してからも、スポーツ記者として執筆活動を続けるかたわら、神戸FCの運営に携わった。
サッカー選手としては、戦後は大阪サッカークラブや東大LBでプレー。さらに関西協会所属のコーチとしても活躍し、1947年の東西対抗（天覧試合）では後藤靭雄監督とともに若手主体の関西チームを鍛え、ベルリン五輪代表ら戦前の熟練選手を擁する関東勢と互角の戦いを演じるまでに育てた。
また、1953年の国際学生スポーツ週間（現・ユニバーシアード）では日本代表チームのコーチ兼総務として次世代選手の育成に尽力した。
1990年11月9日、死去。72歳没。
2009年9月10日、第6回日本サッカー殿堂入り。

## 所属クラブ
- 兵庫県立第一神戸中学校（現：兵庫県立神戸高等学校）
- 第一高等学校（旧制）
- 東京帝国大学
- 大阪サッカークラブ
- 東京大学LB

### 指導者経歴
- 1953年　日本ユース代表コーチ（総務兼）